# Stéphane Badji
Stéphane Diarra Badji (Ziguinchor, 1990. május 29. –) szenegáli labdarúgó, a norvég élvonalbeli Brann középpályása.

## Pályafutása

### Klubcsapatban
Badji karrierjét bátyja, Ismaïla Diarra Badji csapattársaként kezdte az Ècole de football Mamadou Fayé labdarúgó akadémián. 2008-ban csatlakozott a Xam-Xam csapatához, majd első profi szezon után testvérével együtt igazolt az élvonalbeli Casa Sporthoz. 2011. december 31-én Európába szerződött és a norvég Sogndal játékosa lett. 2013. március 1-jén négyéves szerződést írt alá az SK Brannhoz.

### A válogatottban
Részt vett a 2012-es londoni olimpián.

## Sikerei, díjai

### Klub
Casa Sport
- Szenegáli kupagyőztes (1): 2011

### Válogatott
Szenegál
- UEMOA Tournament (1): 2011